# Little Italy (Contea di Clay, West Virginia)
Little Italy è un'area non incorporata nella Contea di Clay, West Virginia. Si trova ad un'altitudine di 787 piedi (240 m).
Il nome deriva dal fatto che i primi abitanti fossero in gran parte immigrati italiani.